# Micro-région de Pécs
La micro-région de Pécs (hongrois : pécsi kistérség) est une micro-région statistique hongroise rassemblant plusieurs localités autour de Pécs.

## Localités
| Abaliget     | Aranyosgadány | Áta          | Bakonya   | Baksa        |
| Birján       | Bogád         | Bosta        | Cserkút   | Egerág       |
| Ellend       | Görcsöny      | Gyód         | Husztót   | Keszü        |
| Kisherend    | Kovácsszénája | Kozármisleny | Kökény    | Kővágószőlős |
| Kővágótöttös | Lothárd       | Magyarsarlós | Nagykozár | Ócsárd       |
| Orfű         | Pécs          | Pécsudvard   | Pellérd   | Pogány       |
| Regenye      | Romonya       | Szalánta     | Szemely   | Szilvás      |
| Szőke        | Szőkéd        | Tengeri      | Téseny    |              |